# سیارک ۲۹۳۵۵
سیارک ۲۹۳۵۵ (به انگلیسی: 29355 Siratakayama، نامگذاری:1995QX3) بیست و نه هزار و سیصد و پنجاه و پنجمین سیارک کشف شده‌است که در ۲۸ اوت ۱۹۹۵ کشف شد.